# Fortuna-Werke
La Fortuna-Werke è un'azienda tedesca di costruzione di macchine, tipo smerigliatrici, macchine per la lavorazione delle pelli, strumenti di misura. Venne fondata nel 1903 in Pragstraße a Cannstatt. La sede attuale è a Weil der Stadt come Fortuna Spezialmaschinen GmbH.

## Storia
Nel 1903 Albert Hirth, inventore e ingegnere come il padre, pioniere dell'aeronautica Hellmuth e Wolf Hirth, fondano un'azienda specializzata nella costruzione di macchine per la lavorazione delle pelli a Cannstatt, la „Fortuna-Werke Albert Hirth“. Cinque anni dopo la ragione sociale diventa oHG. In breve tempo Emil Lilienfein diventa socio e venditore. Con l'invenzione delle bottiglie per la birra a tenuta, inizia la produzione di macchine per l'imbottigliamento e etichettatura „Rapid“. Uno dei primi birrifici ad usare la nuova tecnologia fu la Schwaben Bräu, infatti entra in società Robert Leicht, con il suo birrificio. Altri ambiti di successo dell'azienda iniziarono ad essere la divisione „Fortuna-Kaltsäge“ e la „Fortuna-Lederschärfmaschine“, la prima per la produzione di impianti refrigeranti, la seconda come macchinari per la lavorazione delle pelli. In particolare le macchine per le pelli vennero usate nella nascente industria calzaturiera.
Nel 1906 la „Fortuna Präzisionsschleifspindel“ nacque ad opera degli Hirth, costruendo strumenti di misura. Nasce la filiale inglese nel 1907, la Fortuna Machine Co. Ltd. Leicester. Grazie al brevetto dell'invenzione, la società acquisisce una sorta di monopolio nel settore. Le macchine costruite in Gran Bretagna presentavano un costo elevato nella loro produzione, si preferì allora fare solo un montaggio in loco, con pezzi prodotti in Germania, (CKD). Durante la prima guerra mondiale la società inglese venne liquidata.
Nel 1913 la società diventa GmbH. Negli anni '20 si sviluppa l'azienda e successivamente nasce la Fortuna Werke AG. La seconda guerra mondiale porta al bombardamento del sito aziendale; verrà ricostruito. Nel 1975 la società viene partecipata dal gruppo Getrag, negli anni'90 nella sua totalità. Dal 1996 nascono la Fischer Fortuna GmbH per i mandrini e la Fortuna Spezialmaschinen GmbH per le macchine da lavorazione pelli.

## Curiosità
Robert Bosch disse su Hirth: 
(Robert Bosch)